# Halophila longicauda
Halophila longicauda är en mossdjursart som först beskrevs av Busk 1884.  Halophila longicauda ingår i släktet Halophila och familjen Bugulidae. Inga underarter finns listade i Catalogue of Life.